# Wadim Tyszkiewicz
Wadim Tyszkiewicz (ur. 15 listopada 1958 w Hancewiczach) – polski samorządowiec, przedsiębiorca, polityk, w latach 2002–2019 prezydent Nowej Soli, senator X i XI kadencji.

## Życiorys

### Młodość, wykształcenie i działalność zawodowa
Urodził się w polskiej rodzinie na Polesiu na terenie ówczesnej Białoruskiej SRR. Jest synem Bogumiły Pawłowskiej i Włodzimierza Tyszkiewicza. Jedna babka była Ukrainką, a druga z pochodzenia Niemką. Został ochrzczony w polskim kościele. Gdy miał pięć lat, zmarł jego ojciec. Wadim Tyszkiewicz razem z siostrą i matką opuścił tereny Białorusi w ramach fali repatriacji prowadzonej w drugiej połowie lat 60. przez władze PRL. Rodzina początkowo zamieszkała w Sochaczewie, później przeniosła się do Nowej Soli. Tam kształcił się w szkole podstawowej i Technikum Odlewniczym.
Ukończył następnie studia na Wydziale Mechaniki Precyzyjnej Politechniki Warszawskiej. Od 1985 do 1987 pracował jako asystent w Ośrodku Badawczo-Rozwojowym Metrologii Elektrycznej Mera-Lumel w Zielonej Górze. W latach 1986–2002 prowadził własną działalność gospodarczą w branży komputerowej.

### Działalność polityczna
W 2002 zaangażował się w działalność samorządową, współtworząc Nowosolski Sojusz Niezależnych. W tym samym roku był kandydatem tego ugrupowania w wyborach samorządowych na prezydenta Nowej Soli. Został wybrany na ten urząd w drugiej turze głosowania, uzyskując 55,15% głosów. W 2006 skutecznie ubiegał się o reelekcję, startując jako kandydat lokalnego komitetu wyborczego i uzyskując w pierwszej turze 83,51% głosów. Na kolejną, trzecią kadencję prezydenta Nowej Soli został wybrany w 2010 z wyższym wynikiem, wynoszącym 86,40% głosów w pierwszej turze głosowania. Po raz czwarty kandydował, reprezentując Komitet Wyborczy Wyborców „Wadim Tyszkiewicz” w wyborach samorządowych w 2014. Został ponownie wybrany na urząd prezydenta Nowej Soli w pierwszej turze, uzyskując 85,90% oddanych głosów. W tych samych wyborach zorganizował komitet Lepsze Lubuskie – Bezpartyjny Samorząd, który zdobył dwa mandaty w sejmiku lubuskim (jeden z nich przypadł jemu samemu, jednak nie objął go ze względu na uzyskanie reelekcji na prezydenta Nowej Soli). 29 stycznia zostało założone stowarzyszenie Lepsze Lubuskie, którego Wadim Tyszkiewicz został prezesem.
Objął także funkcję przewodniczącego Zrzeszenia Prezydentów, Burmistrzów i Wójtów Województwa Lubuskiego oraz przewodniczącego Ogólnopolskiego Porozumienia Organizacji Samorządowych. W 2014 zainicjował w Nowej Soli komputeryzację mającą na celu umożliwienie dostępu do internetu osobom mniej zamożnym, sfinansowaną m.in. przez Unię Europejską w ramach Programu Operacyjnego Innowacyjna Gospodarka.
W 2015 zaangażował się w działalność ruchu politycznego Nowoczesna, zorganizowanego przez Ryszarda Petru. Pełnił funkcję wiceprzewodniczącego stowarzyszenia; w marcu 2016 ogłosił wstąpienie do partii i został członkiem jej zarządu krajowego, w którym zasiadał do czasu swojej rezygnacji w grudniu 2017. W 2018 ponownie został prezydentem Nowej Soli – w pierwszej turze otrzymał wówczas 78,76% głosów.
W wyborach parlamentarnych w 2019 z ramienia KWW Wadim Tyszkiewicz wystartował jako bezpartyjny do Senatu RP X kadencji w okręgu nr 22. Otrzymał wówczas 63 675 głosów (51,90%), uzyskując mandat senatora. W związku z wyborem wygasł jego mandat prezydenta Nowej Soli. W Senacie współtworzył Koło Senatorów Niezależnych. W pierwszej turze wyborów prezydenckich w 2020 poparł Szymona Hołownię. W wyborach w 2023 z powodzeniem ubiegał się o senacką reelekcję, zdobywając 97 636 głosów (67,95%). W nowej kadencji współtworzył Koło Senackie Niezależni i Samorządni.

## Odznaczenia, wyróżnienia i upamiętnienie
Odznaczenia
- 2011: Złoty Krzyż Zasługi[21]
- 2011: Odznaka Honorowa za Zasługi dla Województwa Lubuskiego[22]
- 2015: Srebrny Medal za Zasługi dla Policji[23]

Wyróżnienia
- 2012: w uznaniu zasług za działalność dla rozwoju gospodarki w swoim regionie otrzymał tytuł „Syzyfa Roku” przyznawany przez Kongregację Przemysłowo-Handlową Ogólnopolskiej Izby Gospodarczej podczas corocznego Kongresu Gospodarki Polskiej[24]
- 2013: uzyskał tytuł „Samorządowca Roku” przyznawany przez pismo samorządu regionalnego „Wspólnota”[4]
- 2016: w rankingu tygodnika „Newsweek Polska”, oceniającego prezydentów polskich miast, zajął 2. miejsce[25]
- 2017: w rankingu tygodnika „Newsweek Polska”, oceniającego prezydentów polskich miast, zajął 3. miejsce[26]

Upamiętnienie
W 2020 rondu położonemu na skrzyżowaniu ulic Henryka Wieniawskiego i Przyszłości w Nowej Soli nadano nazwę „rondo Wadima Tyszkiewicza Prezydenta Miasta (2002–2019)”.

## Życie prywatne
Ma trójkę dzieci: Karolinę, Konrada i Klaudię, która występowała w finale programu Bitwa na głosy w zespole Urszuli Dudziak. Jego żona Agnieszka śpiewa w zespole bluesowym Gedia Blues Band.
W 2014 zatrzymał nietrzeźwego kierowcę będącego sprawcą wypadku drogowego ze skutkiem śmiertelnym. Zachowanie prezydenta Nowej Soli zostało opisane w mediach lokalnych i ogólnopolskich.